# Mistrzostwa Afryki w Piłce Ręcznej Kobiet 1979
Mistrzostwa Afryki w piłce ręcznej kobiet 1979 – trzecie mistrzostwa Afryki w piłce ręcznej kobiet, oficjalny międzynarodowy turniej piłki ręcznej o randze mistrzostw kontynentu organizowany przez CAHB mający na celu wyłonienie najlepszej żeńskiej reprezentacji narodowej w Afryce, który odbył się w dniach 20–31 lipca 1979 roku w Kongu. Tytułu zdobytego w 1976 roku broniła reprezentacja Tunezji.
W turnieju zwyciężyły gospodynie, uzyskując awans do turnieju kwalifikacyjnego do Igrzysk Olimpijskich 1980, a po wycofaniu się Korei Południowej uzyskały z niego awans do samego turnieju olimpijskiego.

## Częściowe wyniki

### Mecz o 3. miejsce
| 31 lipca 1979 | Algieria | 19:12 | Wybrzeże Kości Słoniowej |  |
| 31 lipca 1979 |          | 19:12 |                          |  |

### Mecz o 1. miejsce
| 31 lipca 1979 | Kongo | 21:17 | Kamerun |  |
| 31 lipca 1979 |       | 21:17 |         |  |

## Klasyfikacja końcowa
| Miejsce | Reprezentacja            | Uwagi                          |
| ------- | ------------------------ | ------------------------------ |
| złoto   | Kongo                    | awans: kwalifikacje do IO 1980 |
| srebro  | Kamerun                  | -                              |
| brąz    | Algieria                 | -                              |
| 4       | Wybrzeże Kości Słoniowej | -                              |
| 5       | Uganda                   | -                              |
| 6       | Nigeria                  | -                              |
| 7       | Togo                     | -                              |
| 8       | Benin                    | -                              |
| 9       | Gabon                    | -                              |